# Everything Was Beautiful, and Nothing Hurt
Everything Was Beautiful, and Nothing Hurt — п'ятнадцятий студійний альбом американського музиканта Moby, представлений 2 березня 2018 року лейблами «Little Idiot» та «Mute».

## Список композицій
Автор музики і слів Moby (якщо не зазначено інше). 
| #     | Назва                       | Автор       | Тривалість |
| ----- | --------------------------- | ----------- | ---------- |
| 1.    | «Mere Anarchy»              |             | 5:15       |
| 2.    | «The Waste of Suns»         | Мінді Джонс | 4:44       |
| 3.    | «Like a Motherless Child»   |             | 4:37       |
| 4.    | «The Last of Goodbyes»      |             | 4:23       |
| 5.    | «The Ceremony of Innocence» |             | 3:56       |
| 6.    | «The Tired and the Hurt»    |             | 4:26       |
| 7.    | «Welcome to Hard Times»     |             | 5:08       |
| 8.    | «The Sorrow Tree»           |             | 4:28       |
| 9.    | «Falling Rain and Light»    |             | 4:46       |
| 10.   | «The Middle Is Gone»        |             | 5:13       |
| 11.   | «This Wild Darkness»        |             | 4:09       |
| 12.   | «A Dark Cloud Is Coming»    |             | 5:24       |
| 56:29 |                             |             |            |

## Учасники запису
- Moby — продюсування, запис, написання текстів, вокал, міксування пісні «Welcome to Hard Times»;
- Стів «Dub» Джонс — міксування;
- Аполло Джейн — вокал у «Welcome to Hard Times», «This Wild Darkness» і «A Dark Cloud Is Coming»;
- Мінді Джонс — вокал у «Mere Anarchy», «The Waste of Suns», «The Last of Goodbyes», «The Tired and the Hurt» і «This Wild Darkness»;
- Джулі Мінц — вокал у «The Sorrow Tree» і «Falling Rain and Light»;
- Брі O'Беннон — вокал у «This Wild Darkness»;
- Ракель Родрігес — вокал у «Like a Motherless Child».

## Чарти
| Чарт (2018)                                  | Найвища позиція |
| -------------------------------------------- | --------------- |
| Бельгія Belgian Albums (Ultratop Flanders)   | 8               |
| Бельгія Belgian Albums (Ultratop Wallonia)   | 24              |
| Нідерланди Dutch Albums (MegaCharts)         | 90              |
| Ірландія Irish Albums (IRMA)                 | 56              |
| Польща Polish Albums (ZPAV)                  | 42              |
| Шотландія Scottish Albums (OCC)              | 16              |
| Швейцарія Swiss Albums (Schweizer Hitparade) | 37              |
| Велика Британія UK Albums (OCC)              | 30              |
| Велика Британія UK Dance Albums (OCC)        | 1               |
| Велика Британія UK Independent Albums (OCC)  | 4               |
| США Dance/Electronic Albums (Billboard)      | 6               |